# فوزي خضر
فوزي خضر هو مدرس وصحفي وكاتب مصري وأخصائي مخطوطات بمكتبة الإسكندرية، ومستشارٌ بالهيئة العامة لقصور الثقافة، وأستاذ جامعي.

## الحياة المبكّرة
بدأ فوزي حياتي في الإسكندرية وتعلم هناك على أيدي أساتذة كبار يحتضنون الشعراء ويوجهونهم كما قال في أحد تصريحاته. كان يكتب قصائده ويعرضها على أساتذته وكان الشاعر محجوب موسى يحدثهم عن التراث والشعر الجاهلي وكان المناخ حينها مناسبًا للشعر والإبداع بحسبه. سافر الشاعر نحو العاصمة المصريّة القاهرة وتعرف على الشاعر صلاح عبد الصبور الذي قدمه إلى الإذاعة مناقشًا أشعاره حيث كان متحمسًا لتجربته الشعرية ومبشرًا به، في هذه الفترة بدأت الصحف تنشر عنه وله بعض القصائد الشعرية ثم التقى بالأديب الروائي نجيب محفوظ في جلسته الأسبوعية التي كان يجتمع فيها الشعراء والأدباء وكانت هذه الجلسة هي السبب في إيمان الشاعر – بحسبِ ما أكّد في أحدِ المؤتمرات – بضرورة أن يكون قارئًا ومطلعًا على كل شيء، ثم بعد ذلك عاد إلى الإسكندرية وعكف على القراءة وكان لمعاصرته لكبار الشعراء والأدباء من أمثال أمل دنقل وصلاح عبد الصبور وعبد القادر القط أكبر الأثر في تجربته والاحتكاك بهذا المناخ الداعم والمحفز للمعرفة.

## المسيرة المهنيّة
نشر فوزي خضر عام 2005 رواية «أشهر الرحلات إلى جزيرة العرب» عن دار العبيكان للنشر والتوزيع وفيها تناول بطريقة سرديّة قصّة 10 من الرحالة المشهورين الذين زاروا جزيرة العرب، ويُعطي في كلّ رحلة لمحة عن جزء مهم من معالم الجزيرة العربية متبعًا في عرضه أسلوب الحوار والسرد في شكل جلسات بين الشيخ وأحفاده. وقد رتبت هذه الرحلات بالتسلسل التاريخي: السرقسطي، والهمداني اليماني، والمسعودي، والاصطخري، والهمذاني الخراساني، وابن حوقل، والمقدسي، والإدريسي، وابن جبير، وياقوت الحموي. للكاتبِ المصري روايةٌ أخرى هي «شاعر الحب المعذب» التي صدرت عن الدار المصرية اللبنانية في نحو 84 صفحة، وفيها يتحدث فوزي عن الحضارة الأندلسيّة وتحديدًا عن أدبائها وشعراءها ومفكريها وخاصّة الشعراء الذين اهتمُّوا في القصيدة العربية بما عُرف بالموشحات التي اعتُبرت ثورة حقيقية على نمط العروض الشعري الذي عرف به الشعر الخاص. تطرَّق فوزي في كتابه إلى الشاعر ابن زيدون الذي احتلَّ قمة الشعر في زمانه كما قال، وطارت أخباره إلى الشرق مع ولادة بنت المستكفي ليقف على قدم المساواة مع شعراء الحب العربي الذين عُرفوا في عصور الشرق الأدبية. طافَ هذا الكتاب بحياة وفكر وإحساس ابن زيدون وهي حياة شديدة المعاناة كما ذكر الكاتب المصري، تتميّز بالمد والجزر، والفوز والإحباط، والجنون والعقل.
يُعتبر كتاب «العلم العربي في حضارة الغرب» أحد أشهر أعمال الكاتب التي صدرت عن دار دلتا للنشر والتوزيع، فضلًا عن كتاب «ديوان فوزي خضر (الجزء الأول)» الذي صدر عن الهيئة المصرية العامّة للكتاب ضمنَ سلسلة ديوان الشعر العربي في نحو 459 صفحة، وكذا كتاب «إسهام العلماء العرب في الحضارة الإنسانية» الذي صدر عن هبة النيل العربية للنشر والتوزيع في 288 صفحة وفيه يتحدث عن فوزي عن عددٍ من العلماء العرب وكيف أسهموا بفضل اكتشافاتهم العلميّة في بناء وتطوير الحضارة الإنسانيّة. «مدائن المجهول» هي روايةٌ أخرى صدرت للكاتب المصري وصُنّفت ضمنَ أدب الجاهلية العربي. صدرت الرواية عن الهيئة المصرية العامة للكتاب في نحو 126 صفحة.
«شعراء من الإسكندريّة» هو عنوان رواية أخرى للشاعر والكاتب المصري فوزي خضر ضمن قسم الأدباء والشعراء. صدرت هذه الرواية في وقتٍ ما من عام 2006 عن دار الوفاء لدنيا الطباعة والنشر في 235 صفحة، وفيها يتحدث فوزي بنوعٍ من التفصيل عن مدينة الإسكندرية التي يعتبرها مدينته الحلم فضلًا عن كونها مركز الإشعاع الثقافي بالنسبة له. يرى فوزي في هذا الكتاب أنَّ الإسكندرية التي عاشت تاريخها تجمع بين حضارة الشرق وحضارة الغرب برزَ فيها شعراء ساهموا بإبداعاتهم بدءًا من العصور القديمة إلى العصور الإسلامية وأخيرًا فس عصورها الحديثة. أقدم أعمال الكاتب المشهورة كان كتاب «الدكتور مصطفى الرافعي» الذي صدر عن الشركة العالمية للكتاب السلسلة ضمن سلسلة شخصيّات من بلادي. يُعتبر هذا الكتاب الأول ضمن السلسلة وهو يهتمُّ بالحديث عن مصطفة الرافعي وعن أفكاره ومواقفه. في الباب الأول والمكون من فصلين تم التحدث عن سيرة الرافعي الذاتية وبيئته كما تم التحدث عن عصر الرافعي، مكانة طرابلس مسقط رأس الرافعي، دراسته الثانوية والابتدائية، سفره من الوطن وعودته إليه، دراسته في القاهرة، دخوله معترك الحياة، زواجه، سفره إلى باريس وحصوله على الدكتوراه في الحقوق والآداب، ممارسته المحاماة ثم القضاء الشرعي، الصعاب التي قابلته في سلكه الجديد، دخوله السلك الخارجي، انطباعات عن حياة الرافعي في بيروت، دعوته الرسمية لزيارة أمريكا، وفي الباب الثاني تم تناول أثاره المطبوعة، أما آثاره غير المطبوعة والتي هي عبارةٌ عن الكتب التي لا تزال دون طباعة وهي: الإسلام دستور الحياة، الحياة ومواسم في الإسلام والمحاضرات للرافعي ومذكراته الخاصة فتم الإشارة إليها وذلك لتذكير بمادتها، في حين ركَّز الباب الثالث عن مكانة الرافعي من خلال المناصب التي شغلها إلى أقوال رجال الفكر والأدب الذين أثنوا فيها على أبحاث الرافعي ثم الأوسمة التي قُدمت إليه تقديرًا لعلمه وفكره ومكانته العلمية والاجتماعيّة.

## جوائز
حصل فوزي خضر على جائزة الأمير عبد الله الفيصل عن الشعر المسرحي، بعد رحلة عمل أثمرت 75 كتابًا مطبوعًا في مصر والسعودية والكويت والأردن، كما حصل خضر على عدد من الجوائز، منها جائزة الدولة التشجيعية في الشعر، والجائزة الأولى في التأليف الإذاعي على مستوى الإذاعات العربية عن برنامجه «كتاب عربي علم العالم»، وغيرها من الجوائز، وتحمل المسرحية الشعرية الفائزة عنوان «الشيخ الرئيس ابن سينا» وتقعُ في ثلاثة فصول.
حصل على العديد من الجوائز الأخرى منها :جائزة الدولة التشجيعية في الشعر 1994 – الجائزة الثانية على مستوى البلاد العربية في التأليف المسرحي 1994. الجائزة الأولى على مستوى الإذاعات العربية في التأليف الإذاعي من 1991.

## قائمة أعماله
هذه قائمةٌ بأبرز أعمال الكاتب المصري فوزري خضر:
- ديوان فوزي خضر[21]
- أشهر الرحلات إلى جزيرة العرب[22]
- ابن زيدون: شاعر الحب المعذب[23]
- العلم العربي في حضارة الغرب[24]
- إسهام العلماء العرب في الحضارة الإنسانية[25]
- مدائن المجهول[26]
- شعراء من الإسكندرية[27]
- الدكتور مصطفى الرافعي[28]